# قانون کیفیت آب
قوانین مربوط به کیفیت آب بر حفاظت از منابع آب به جهت سلامت انسان و محیط زیست حاکم هستند. قوانین مربوط به کیفیت آب استانداردها یا الزامات قانونی حاکم بر کیفیت آب هستند، یعنی غلظت آلاینده‌های آب در برخی از حجم‌های تنظیم شده آب را می‌سنجند. چنین استانداردهایی به‌طور کلی به صورت درصدی از آلاینده‌های خاص آب (اعم از شیمیایی، فیزیکی، بیولوژیکی یا رادیولوژیک) بیان می‌شوند که در حجم مشخص آب قابل قبول تلقی می‌شوند و اگر میزانشان بیش از حد معمول باشد - چه برای مصارف انسانی، صنعتی یا استفاده خانگی، تفریحی یا به عنوان زیستگاه آبزیان - مضر خواهند بود. علاوه بر این، این قوانین مقررات مربوط به تغییر در ویژگی‌های شیمیایی، فیزیکی، رادیولوژی و بیولوژیکی منابع آب را نیز ارائه می‌کنند. اقدامات نظارتی ممکن است شامل شناسایی و طبقه‌بندی آلاینده‌های آب، تعیین غلظت‌های قابل قبول آلاینده در منابع آب و محدود کردن تخلیه آلاینده‌های منابع پساب در رودها و دریاها باشد. مناطق نظارتی شامل تصفیه و دفع فاضلاب، مدیریت پساب صنعتی و کشاورزی و کنترل رواناب سطحی از سایت‌های ساختمانی و محیط‌های شهری است. قوانین مربوط به کیفیت آب، اساس مقررات مربوط به استانداردهای آب، نظارت، بازرسی‌ها و مجوزهای مورد نیاز و اعمال قانون را فراهم می‌کنند. این قوانین ممکن است برای رفع نیازها و اولویت‌های موقت اصلاح شوند.

## سراسر دنیا

### قانون بین‌المللی
آلودگی‌های دریایی و آلایندگی کشتی‌ها تهدیدهای جدی برای اقیانوس‌های جهان است.
سازمان بین‌المللی دریانوردی آیین‌نامه‌های مربوط به آلودگی دریایی MARPOL 73/78 را برای کشتی‌ها را تدوین کرده.
سازمان بهداشت جهانی مروری کلی بر کیفیت آب، مناطق در معرض خطر و توصیه‌هایی برای رهنمودهای آینده برای کیفیت آب آشامیدنی (GDWQ) را ارائه می‌دهد.